# Potamalosa richmondia
Potamalosa richmondia is een  straalvinnige vissensoort uit de familie van haringen (Clupeidae). De wetenschappelijke naam van de soort is voor het eerst geldig gepubliceerd in 1879 door Macleay.
De soort is endemisch is Zuidoost-Australië, waar zij in scholen leeft in rivieren. Om te paaien zwemt de vis stroomafwaarts naar de estuaria.
De vis is ongeveer 15 cm lang.
In de Rode Lijst van de IUCN staat de soort genoteerd als niet-bedreigd.